# 마스다 지카시
마스다 지카시(일본어: 増田 誓志, 1985년 6월 19일 ~ )는 일본의 전직 축구 선수로 현역 시절 가시마 앤틀러스, 몬테디오 야마가타, 울산 HD, RB 오미야 아르디자, 알샤르자 SC, 시미즈 에스펄스, 서울 이랜드 등에서 중앙 미드필더로 활약했다.

## 경력

### 구단 경력
2004년 가시마 앤틀러스에 입단하였다. 같은 해 5월 2일 비셀 고베 전에서 리그 데뷔를 하여 이 경기에서 첫 골을 기록하였다. 2006년 파우루 아우투오리 감독이 취임하면서 보란치 포지션에서 출전하는 기회가 늘어나는 듯 하였으나, 페르난두의 부상 복귀와 추고 마사키의 성장에 따라 주전 자리에서 밀려났다. 2007년부터 2009년까지 가시마는 3년 연속 리그 우승을 달성하였다. 그러나 마스다 자신은 두꺼운 선수층에 막혀 출전 기회가 감소하였다.
2010년 1월 6일, 출전 기회를 얻기 위하여 몬테디오 야마가타로 임대 이적하였다. 이적 후에도 수비 능력의 문제로 출전 기회를 얻지 못하였으나, 시즌 도중 왼쪽 미드필더로 보직 변경 후 주전 멤버로 기용되었다. 2011년 가시마로 복귀하여 혼다 타쿠야와의 치열한 경쟁이 예상되었으나, 시즌 중반부터 주전 미드필더로서 자리를 잡았다. 소속 팀에서의 활약으로 2011년 7월 28일 일본 축구 국가대표팀에도 선발되었다.
2013년 K리그 클래식의 울산 현대 축구단으로 이적하여 4득점 3도움을 기록하며 좋은 활약을 펼쳤으나, 조민국 감독이 울산 현대에 부임한 이후 팀 전술 문제로 인해 출전 기회를 잡지 못했고 2014 시즌 도중 오미야 아르디자로 9개월 간 임대이적하였다.
2014 시즌 종료 후 오미야에서 임대 생활을 마쳤고 울산에 새로 부임한 윤정환 감독의 부름을 받고 원 소속팀 울산으로 복귀하였다.
2015 시즌이 끝난 후, 마스다는 울산과 1년 재계약을 맺었다.
2016 시즌 후, 계약이 만료되어 울산과 결별하고, 알샤르자로 이적하였다.
2017년 8월, 마스다는 J1리그의 시미즈 에스펄스로 이적하였다. 22라운드 가시와 레이솔전에서 가네코 쇼타와 교체 투입되면서, 3년만의 J리그 복귀 신고식을 치렀다. 그러나 8월 25일 훈련 중 부상을 당한 마스다는 30일 시즈오카시의 한 병원에서 햄스트링 부상을 진단받아 전력에서 일시 제외되기도 하였다. 34라운드 비셀 고베 전에서 전반 26분 경 이적 후 첫 득점에 성공시켰고, 팀의 3-1 승리에 공헌하였다. J1리그 2018 시즌 소속팀 시미즈는 방포레 고후와 강등 경쟁을 펼치고 있었으며, 최종전 승점 1점 차이였던 상황을 지켜내는 데 공헌하며 팀의 잔류를 성공시켰다.
2019 시즌을 앞두고 K리그2의 서울 이랜드 FC에 입단했다. 3월 3일 K리그2 1라운드 광주 FC와의 홈 개막전에서 곧바로 선발 투입되며, 서울 이랜드에서의 첫 경기에 나서게 되었다.
2019시즌이 종료된 이후 원소속팀인 시미즈 에스펄스로 복귀했으며 이후 현역 은퇴를 선언했다.

### 국가대표팀 경력
그는 2006년 아시안 게임에 참가할 일본 U-23 국가대표팀에 발탁되었다.
2012년 2월 24일 아이슬란드과의 경기에서 일본 국가대표팀에 데뷔했다.

## 통계

### 구단
| 구단 경력   | 구단 경력         | 구단 경력   | 구단 경력   | 리그 | 리그 | 리그 | 리그컵 | 리그컵 | 리그컵 | FA컵 | FA컵 | FA컵 | 총합 | 총합 | 총합 |
| 시즌        | 소속              | 등번호      | 디비전      | 출장 | 득점 | 도움 | 출장   | 득점   | 도움   | 출장 | 득점 | 도움 | 출장 | 득점 | 도움 |
| 일본        | 일본              | 일본        | 일본        | 리그 | 리그 | 리그 | 리그컵 | 리그컵 | 리그컵 | FA컵 | FA컵 | FA컵 | 총합 | 총합 | 총합 |
| ----------- | ----------------- | ----------- | ----------- | ---- | ---- | ---- | ------ | ------ | ------ | ---- | ---- | ---- | ---- | ---- | ---- |
| 2004        | 가시마 앤틀러스   | 26          | J1          | 8    | 2    | ?    | 5      | 0      | ?      | 2    | 0    | ?    | 15   | 2    | ?    |
| 2005        | 가시마 앤틀러스   | 26          | J1          | 19   | 2    | ?    | 6      | 1      | ?      | 3    | 3    | ?    | 28   | 6    | ?    |
| 2006        | 가시마 앤틀러스   | 26          | J1          | 23   | 0    | ?    | 11     | 2      | ?      | 1    | 0    | ?    | 35   | 2    | ?    |
| 2007        | 가시마 앤틀러스   | 14          | J1          | 23   | 3    | ?    | 6      | 1      | ?      | 0    | 0    | 0    | 29   | 4    | ?    |
| 2008        | 가시마 앤틀러스   | 14          | J1          | 19   | 0    | ?    | 2      | 0      | ?      | 2    | 1    | ?    | 23   | 1    | ?    |
| 2009        | 가시마 앤틀러스   | 14          | J1          | 17   | 0    | ?    | 0      | 0      | 0      | 3    | 0    | ?    | 20   | 0    | ?    |
| 2010        | 몬테디오 야마가타 | 8           | J1          | 26   | 1    | ?    | 5      | 1      | ?      | 4    | 2    | ?    | 35   | 4    | ?    |
| 2011        | 가시마 앤틀러스   | 14          | J1          | 32   | 5    | ?    | 1      | 0      | ?      | 3    | 0    | ?    | 36   | 5    | ?    |
| 2012        | 가시마 앤틀러스   | 14          | J1          | 14   | 0    | ?    | 8      | 0      | ?      | 3    | 0    | ?    | 25   | 1    | ?    |
| 대한민국    | 대한민국          | 대한민국    | 대한민국    | 리그 | 리그 | 리그 | 리그컵 | 리그컵 | 리그컵 | FA컵 | FA컵 | FA컵 | 총합 | 총합 | 총합 |
| 2013        | 울산 현대         | 26          | K1          | 35   | 4    | ?    | -      | -      | -      | 1    | 0    | ?    | 36   | 4    | ?    |
| 2014        | 울산 현대         | 5           | K1          | 0    | 0    | 0    | -      | -      | -      | 0    | 0    | 0    | 0    | 0    | 0    |
| 일본        | 일본              | 일본        | 일본        | 리그 | 리그 | 리그 | 리그컵 | 리그컵 | 리그컵 | FA컵 | FA컵 | FA컵 | 총합 | 총합 | 총합 |
| 2014        | 오미야 아르디자   | 38          | J1          | 19   | 1    | ?    | 2      | 0      | ?      | 2    | 0    | ?    | 23   | 1    | ?    |
| 대한민국    | 대한민국          | 대한민국    | 대한민국    | 리그 | 리그 | 리그 | 리그컵 | 리그컵 | 리그컵 | FA컵 | FA컵 | FA컵 | 총합 | 총합 | 총합 |
| 2015        | 울산 현대         | 26          | K1          | 31   | 3    | ?    | -      | -      | -      | 2    | 0    | ?    | 33   | 3    | ?    |
| 2016        | 울산 현대         | 26          | K1          | 32   | 2    | ?    | -      | -      | -      | 2    | 0    | ?    | 34   | 2    | ?    |
| UAE         | UAE               | UAE         | UAE         | 리그 | 리그 | 리그 | 리그컵 | 리그컵 | 리그컵 | FA컵 | FA컵 | FA컵 | 총합 | 총합 | 총합 |
| 2017        | 알샤르자          | 40          | AGL         | 11   | 1    | ?    | -      | -      | -      | 0    | 0    | 0    | 11   | 1    | ?    |
| 일본        | 일본              | 일본        | 일본        | 리그 | 리그 | 리그 | 리그컵 | 리그컵 | 리그컵 | FA컵 | FA컵 | FA컵 | 총합 | 총합 | 총합 |
| 2017        | 시미즈 에스펄스   | 24          | J1          | 4    | 1    | ?    | 0      | 0      | 0      | 0    | 0    | 0    | 4    | 1    | 0    |
| 2018        | 시미즈 에스펄스   | 24          | J1          | 0    | 0    | 0    | 5      | 0      | ?      | 0    | 0    | 0    | 5    | 0    | ?    |
| 대한민국    | 대한민국          | 대한민국    | 대한민국    | 리그 | 리그 | 리그 | 리그컵 | 리그컵 | 리그컵 | FA컵 | FA컵 | FA컵 | 총합 | 총합 | 총합 |
| 2019        | 서울 이랜드       | 5           | K2          | 4    | 0    | 0    | -      | -      | -      | 0    | 0    | 0    | 4    | 0    | 0    |
| 통산        | 일본              | 일본        | 일본        | 204  | 15   | ?    | 51     | 5      | ?      | 23   | 7    | ?    | 278  | 27   | ?    |
| 통산        | 대한민국          | 대한민국    | 대한민국    | 102  | 7    | ?    | -      | -      | -      | 5    | 0    | ?    | 105  | 7    | ?    |
| 통산        | UAE               | UAE         | UAE         | 11   | 1    | ?    | -      | -      | -      | 0    | 0    | ?    | 11   | 1    | ?    |
| 커리어 통산 | 커리어 통산       | 커리어 통산 | 커리어 통산 | 317  | 23   | ?    | 51     | 5      | ?      | 28   | 7    | ?    | 396  | 35   | ?    |

### 국가대표팀
| 일본 | 일본 | 일본 |
| 연도 | 출전 | 득점 |
| ---- | ---- | ---- |
| 2012 | 1    | 0    |
| 통산 | 1    | 0    |

## 수상 경력

### 클럽

#### 가시마 앤틀러스
- J리그 디비전 1 우승 3회 : 2007, 2008, 2009
- J리그컵: 2011, 2012
- 천황배: 2007
- 일본 슈퍼컵: 2009
- J리그컵 / 코파 수다메리카나 챔피언십: 2012

#### 울산 현대
- K리그 클래식 준우승 1회 : 2013